# ماكوتو أوغاوا
ماكوتو أوغاوا (باليابانية: 小川誠؛ بالكانا: おがわ まこと) هو عسكري ياباني، (ولد في شيزوكا في اليابان فبراير 1917  م).